# Julio Baylón
Pour les articles homonymes, voir Baylon.
Julio Alberto Temistocles Baylón Aragones (Changuillo, province de Nazca, 10 décembre 1947 – Lima, 9 février 2004) est un footballeur international péruvien qui jouait au poste d'attaquant.

## Biographie

### Carrière en club
Formé à l'Alianza Lima, Julio Baylón fait partie d'une grande génération de joueurs blanquiazules (Víctor Zegarra, Juan Joya, Pedro Pablo León, Eladio Reyes, entre autres) qui remporte le championnat du Pérou en 1965. Il dispute en outre deux éditions de la Copa Libertadores en 1966 et 1972 (sept matchs, pas de but).
Après huit années passées à l'Alianza, il part pour l'Allemagne en 1973 jouer au Fortuna Cologne où il dispute 13 matchs en Bundesliga. Lors de cette compétition, il inscrit un but face à l'équipe du MSV Duisbourg, devenant ainsi le premier joueur péruvien à marquer en Bundesliga.
Il termine sa carrière aux États-Unis au Rochester Lancers en 1980.

### Carrière en sélection
International péruvien, Julio Baylón joue 32 matchs et inscrit deux buts entre 1968 et 1972. 
Il inscrit son premier but en équipe nationale le 9 avril 1969, en amical face au Brésil, et inscrit son second but le 18 mars 1970 contre le Mexique, une nouvelle fois en amical.
Il figure dans le groupe des sélectionnés lors de la Coupe du monde de 1970. Lors du mondial organisé au Mexique, il joue deux matchs : contre la Bulgarie et le Brésil. Le Pérou atteint les quarts de finale de cette compétition.

### Décès
Baylón meurt le 9 février 2004 à l'âge de 56 ans. Il est inhumé au cimetière du quartier de La Victoria à Lima.

## Palmarès
Alianza Lima
- Championnat du Pérou (1) :
  - Champion : 1965.